# Hemilea atrata
Hemilea atrata är en tvåvingeart som beskrevs av Hardy 1987. Hemilea atrata ingår i släktet Hemilea och familjen borrflugor. Inga underarter finns listade i Catalogue of Life.